# 메시에 36

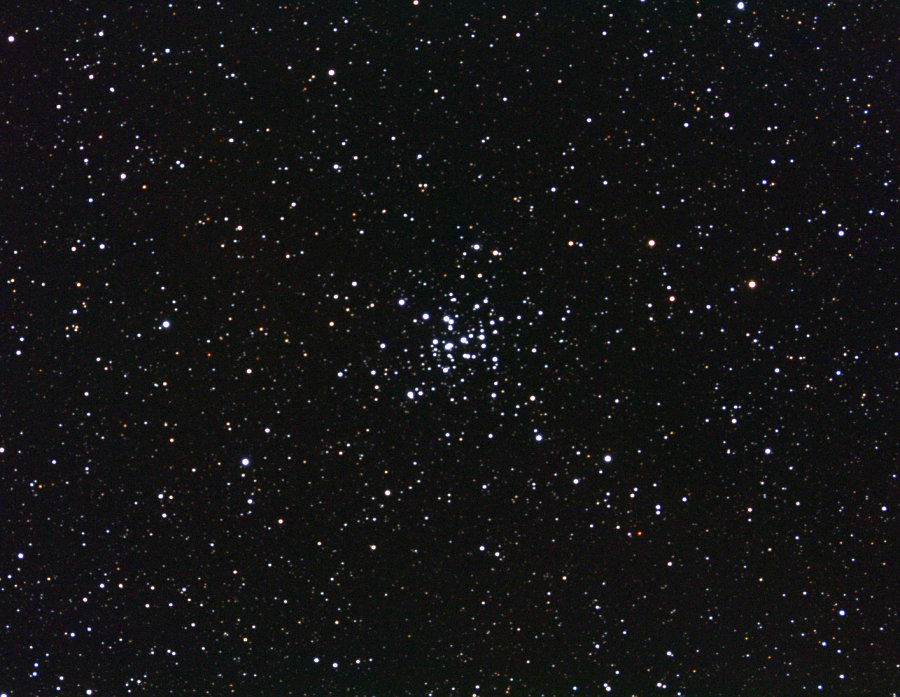
M36 산개성단

M36(NGC 1960)는 마차부자리에 있는 산개 성단이다. 1654년이전에 Giovanni Batista Hodierna가 발견하였으며, 1764년 샤를 메시에가 메시에 천체 목록에 넣었다.
M36는 지구에서 4,100광년 떨어져 있으며, 겉보기 등급은 6.3등급이다. 시직경은 12분으로, 크기는 약 14광년이다.

## 같이 보기
- 메시에 천체 목록